# Pietro Ferreri
Pietro Ferreri (Pavia, 22 gennaio 1899 – 5 maggio 1971) è stato un politico italiano.
Eletto all'Assemblea Costituente nelle file della Democrazia Cristiana, venne confermato alla Camera dei deputati  nella I e II legislatura, ed eletto al Senato nella IV, dove subentrò a Noè Pajetta, deceduto durante la legislatura.